# Fuleco
Fuleco este mascota oficială a Campionatului Mondial de Fotbal 2014. Este un tatu brazilian cu trei dungi și a fost lansată în cadrul emisiunii Fantástico difuzată în rețeaua Rede Globo. Denumirea este una compusă din două cuvinte: Futebol (fotbal) și Ecologia (ecologie). 

## Legături externe
- Pagina oficială Arhivat în 5 aprilie 2014, la Wayback Machine. la fifa.com